# 自由エネルギー関係
有機物理化学において 、自由エネルギー関係 (じゆうエネルギーかんけい、英: free-energy relationship) またはギブスエネルギー関係とは、ある反応における速度定数もしくは平衡定数の対数と、関連する別の反応の速度定数もしくは平衡定数の対数との関係性を示す。自由エネルギー関係が確立されれば化学反応の反応機構を理解でき、更には反応速度定数や平衡定数の予測が可能となる。
最も一般的な自由エネルギー関係は、直線自由エネルギー関係(英: linear free-energy relationships、LFER) が挙げられる。ブレンステッドの触媒法則は 触媒反応における酸解離定数と速度定数の関係を記述する。またハメット則は置換基定数と反応定数から平衡定数や反応速度を予測する。Edwards式は求核性の強さと分極率および塩基性度の関係を表す。マーカス理論は2次自由エネルギー関係 (QFER) の一例である。
IUPACは自由エネルギー関係という用語を直線ギブスエネルギー関係 (英: linear Gibbs energy relation) に置き換えるよう勧告しているが、現在ほとんど受け入れられていない。 このような関係が頻繁に扱われる有機物理化学の分野では一般に直線自由エネルギー関係などと呼ばれる。